# Fristho meubelfabriek

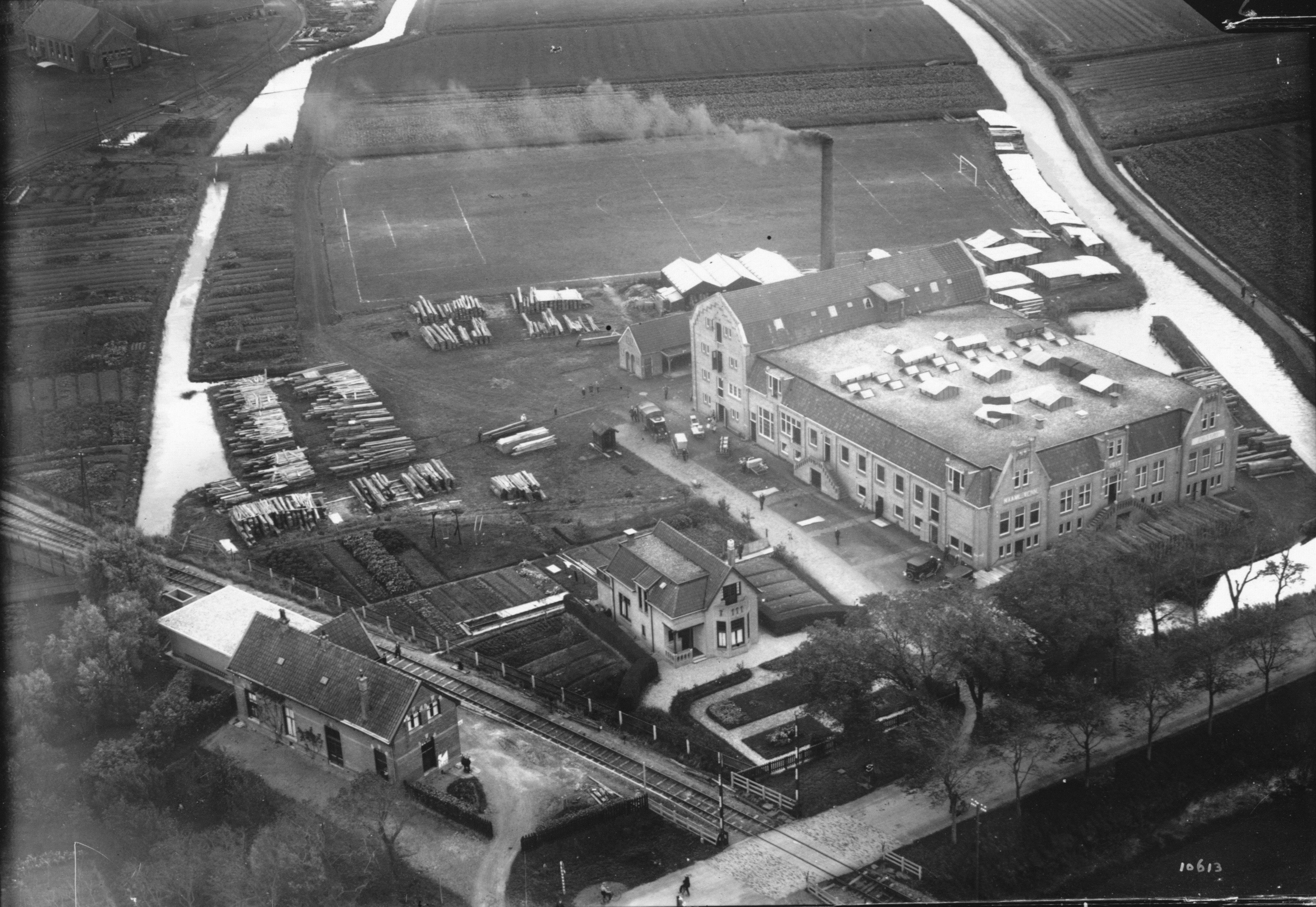
Meubelfabriek Fristho 1931 in Franeker, met directeurswoning, links onder het tramstation en de rails.

Fristho was een Nederlands bedrijf dat meubels maakte. De Friesche Stoel- en Houtwarenfabriek startte in 1920 de productie in Huizum en in 1923 volgde uitbreiding in Franeker. Meubelfabriek Bergschenhoek werd in 1954 overgenomen. In 1971 verhuisde het bedrijf naar een nieuwe, moderne fabriek in Heerlen. In 1978 ging Fristho failliet. 

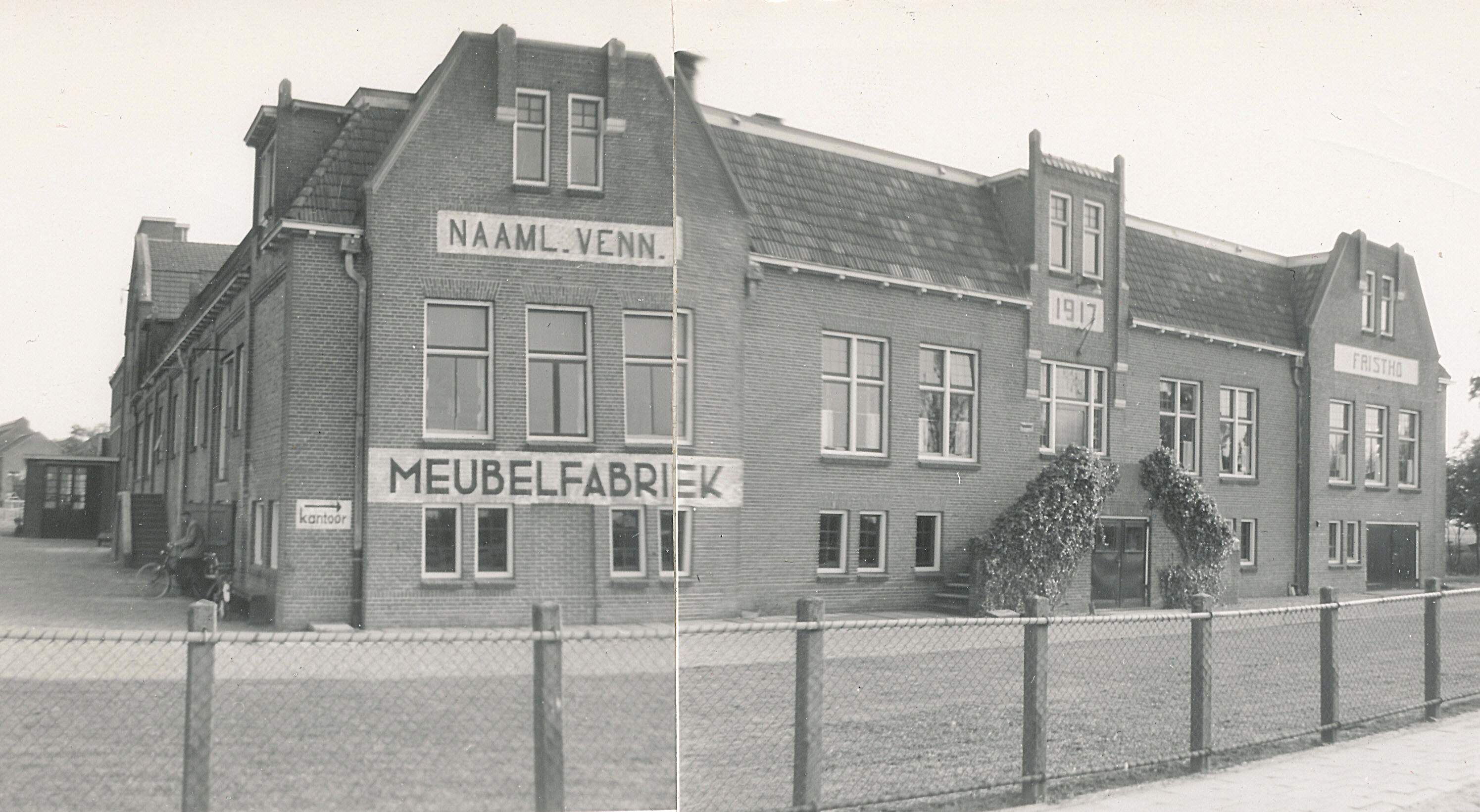
De meubelfabriek in Franeker in 1963

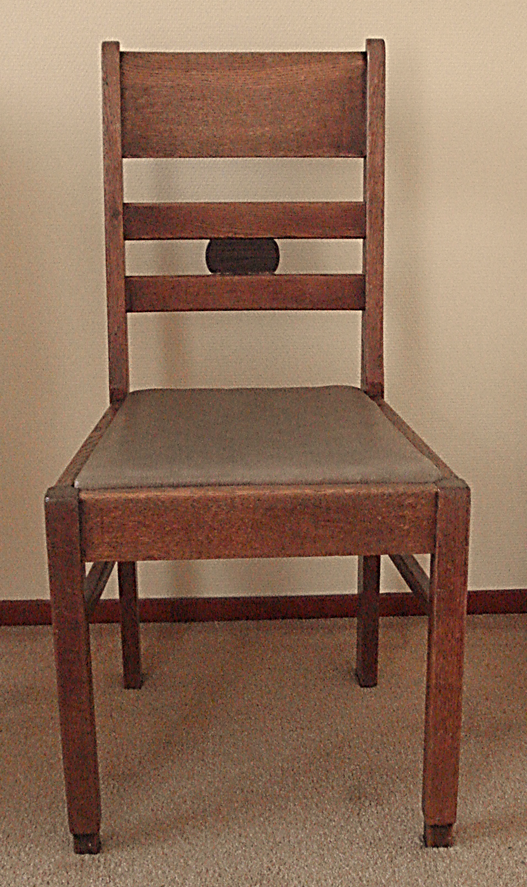
Fristho-stoel uit 1937, oorspronkelijk met veren zitting, gestoffeerd met moquette

## Oprichting en groei
In een verbouwde wasserij en textielblekerij aan de Tynjedijk in Huizum (bij Leeuwarden) begon Fristho met de productie van stoelen en kleine meubels. Directeur was Arnould Jean Baptist Merckx (1884-1962), die als meubelmaker en later bedrijfsleider carrière had gemaakt bij de meubelfabriek van de Gebrs. Van Rooijen in IJsselstein.
Al snel was er behoefte aan uitbreiding en Merckx vond die in Franeker in een voormalige groentedrogerij. Stoelen en meubels werden in serie gemaakt en de houtbewerking was zoveel mogelijk machinaal. De vestiging in Huizum werd gesloten. Fristho was in korte tijd een van de belangrijkste werkgevers in Franeker geworden.

## Artistieke meubels
De uitstekende kwaliteit van de meubels maakte het mogelijk het afzetgebied uit te breiden naar het westen van Nederland. Belangrijke klanten als Metz & Co en De Bijenkorf gaven opdrachten voor meubels die waren ontworpen door vormgevers als Elmar Berkovitch, Hendrik Wouda en Ida Falkenberg-Liefrinck . Met de zo verworven vaardigheden ontwikkelde Fristho zelf zich tot producent-vormgever.

## Crisisjaren
De crisis van de jaren 30 trof Fristho zwaar, omdat het bedrijf in 1930 een grote partij Russisch eikenhout had gekocht. De meubels die daarvan werden gemaakt moesten door de dalende prijzen met verlies worden verkocht. De dalende lonen leidden tot langdurige stakingen en het bedrijf balanceerde op de rand van de afgrond. Pas in 1939 maakte het bedrijf weer een redelijke winst. De kort daarop volgende Duitse bezetting maakte de toekomst weer onzeker. 

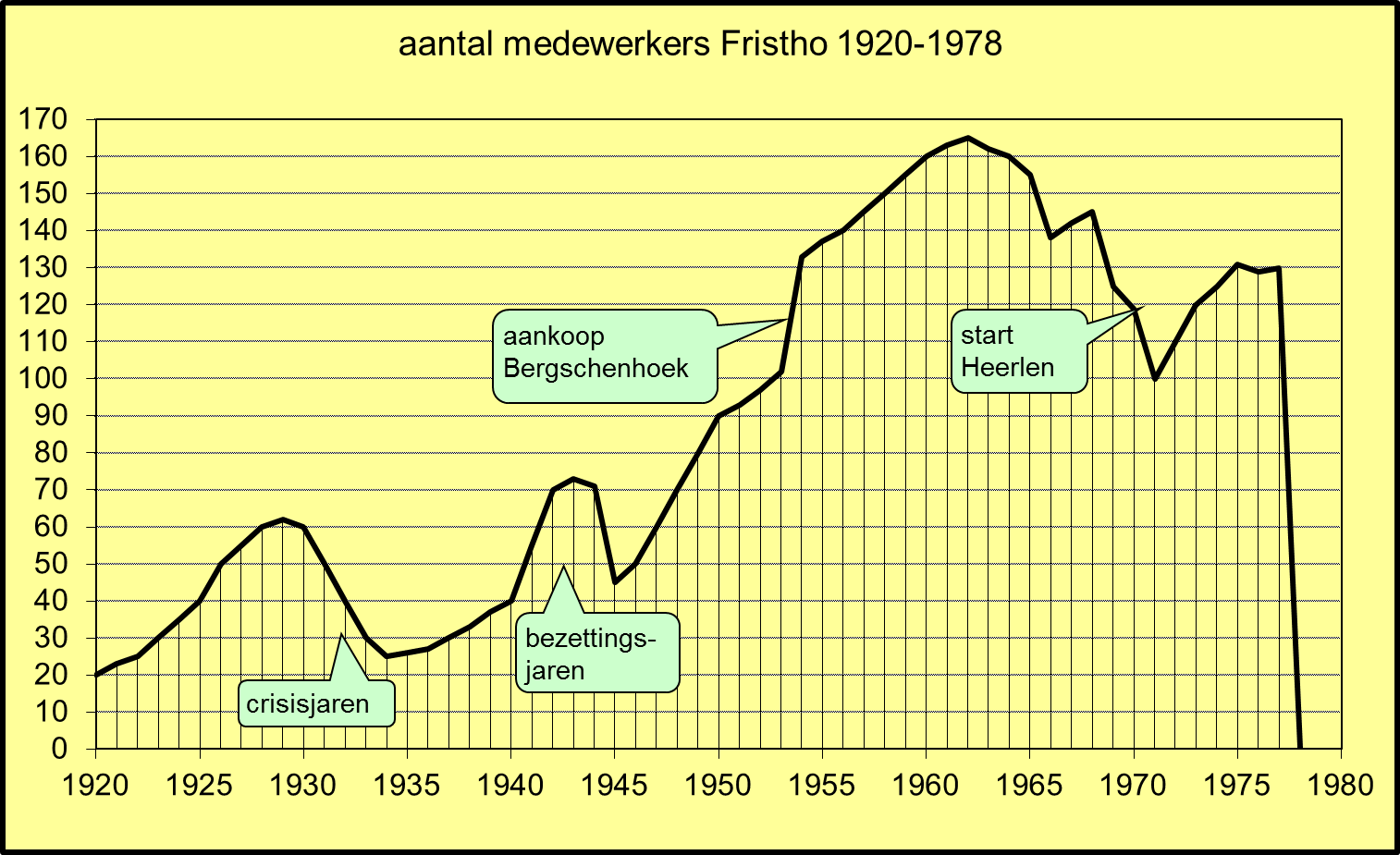
De aantallen medewerkers weerspiegelen de toppen en dalen van Fristho

## Duitse bezetting
In de door oorlogshandelingen getroffen Nederlandse steden (o.a. Rotterdam, Wageningen, Rhenen, Nijmegen en Middelburg) was behoefte aan nieuw meubilair en de meubelfabrikanten verdeelden die productie op basis van vrijwilligheid. Al snel maakte de bezetter daarvoor dwingende richtlijnen. Toen de geallieerden Duitse steden gingen bombarderen werden de Nederlandse meubelfabrieken ingeschakeld bij het produceren voor Duitse burgers. Een centrale Duitse instantie in Den Haag regelde de verdeling en Fristho verwierf enkele grote orders. Het hout daarvoor werd vanuit Duitsland aangevoerd. Door van de Duitse orders de aflevering op gewiekste wijze te vertragen kon het bedrijf het grootste deel van dat hout gebruiken voor Nederlandse klanten als De Bijenkorf en Metz & Co. Door de schijn op te houden dat men vooral aan Duitse orders werkte konden bijna alle werknemers worden gevrijwaard van Arbeitseinsatz in Duitsland.
Tijdens de bezettingsjaren beliep Fristho's omzet aan Duitse orders 38%, wat uitermate gunstig afstak tegen de 50% van de bedrijfstak als geheel. De winst daarover maakte maar 18,2% uit van de opgetelde winst tijdens de bezettingsjaren. Hoewel deze gegevens al in 1946 bekend waren, werden in het kader van de Bijzondere Rechtspleging de commissarissen en de directie beschuldigd van collaboratie. Pas in 1949 werden ze volledig vrijgesproken omdat er geen sprake was van ‘onoorbare vermogensaanwas’ door Duitse orders.

## Moderne meubels van exclusieve kwaliteit

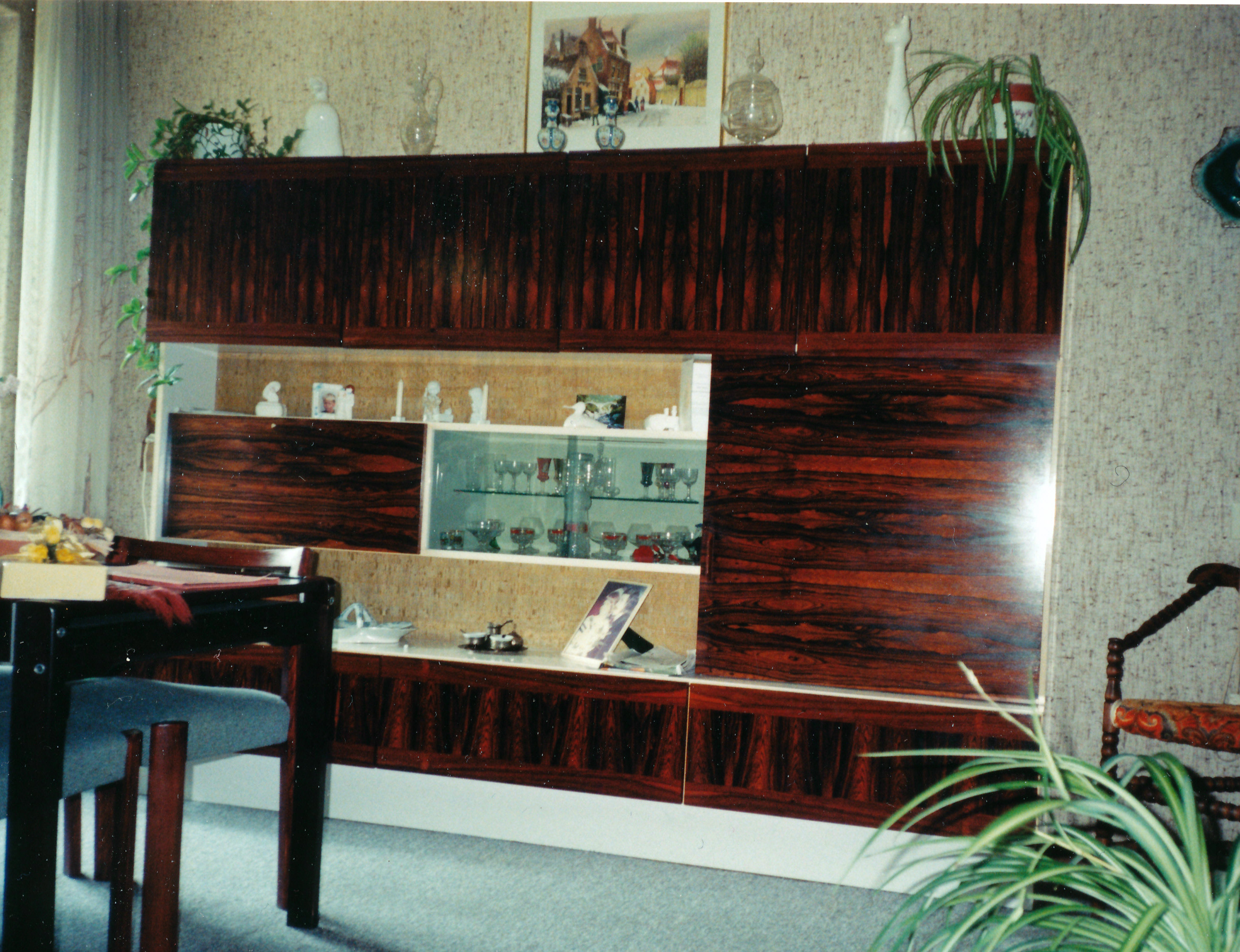
Een Fristho-meubel uit de Limburgse jaren

In 1945 werd de gelijknamige zoon van de oprichter directeur van Fristho: Arnould Jean Baptist Merckx (1912-2006). Na de moeilijke wederopbouwjaren besloot hij meubels te maken die pasten in de ‘mid-century modern’ stijl. Met ontwerpen van o.a. de Amerikaan William Watting en de Deense Inger Klingenberg en met het samenwerkingsverband van Kho Liang Ie en Wim Crouwel koos hij consequent voor het Scandinavisch en eigentijds design.
De Fristho-meubels werden ook in het buitenland populair, voornamelijk in Duitsland en Frankrijk. In 1954 nam Fristho de Meubelfabriek Bergschenhoek over. Zowel in Franeker als in Bergschenhoek werd de productiecapaciteit uitgebreid. Vanaf 1964 werd de kleinzoon van de oprichter, Arnould/Arnold Merckx (1941), de belangrijkste ontwerper.
Het bedrijf werd door drie grote branden getroffen. In 1960 brand in Bergschenhoek, in 1965 brand in Franeker en in 1968 weer brand in Bergschenhoek.

## Naar Limburg
In de loop van de jaren 1960 werd de concurrentie van de Duitse meubelfabrieken groter. De marges werden smaller en de kosten van twee productie-eenheden die niet optimaal waren gehuisvest gingen voor Fristho zwaarder drukken. Vanwege de mijnsluiting in Limburg waren daar de subsidieregelingen voor bedrijfsvestiging gunstiger dan in de omgeving van de bestaande fabrieken. Bovendien zou de transportafstand tot het inmiddels belangrijkste exportland Frankrijk (ongeveer 50%) aanmerkelijk korter worden. In een compleet nieuwe fabriek in Heerlen kon Fristho de productie volgens de moderne opvattingen inrichten. Op 3 augustus 1970 startte men in Heerlen. In de eerste moeilijke jaren bleek het gemis van het vakmanschap uit de oude vestigingen zwaarder te wegen dan gedacht was. Toch kreeg Fristho de productie weer op orde. Inmiddels was een sterke partner gevonden in Engeland en ook de export naar dat land vormde nu een belangrijk deel van de omzet. Maar door de oliecrisis en de daardoor ontstane valuta schommelingen ging deze omzet grotendeels verloren.
Deze ontwikkelingen dwongen het bedrijf opnieuw naar een sterke partner te zoeken. In 1977 werd het, na diverse andere Duitse omzwervingen, overgenomen door Hülsta in Stadtlohn. Fristho zat, mede door de hoge kosten van een voor Hülsta ontwikkeld programma, diep in de rode cijfers. Hülsta wilde wel investeren mits de Nederlandse overheid royaal bijsprong. Toen dat naar het oordeel van Hülsta onvoldoende was liet het Fristho in april 1978 failliet gaan waarmee tevens een belangrijke concurrent voor Hülsta van de Nederlandse (en Franse) markt verdween.